# 長尾鵟
長尾鵟（學名：Henicopernis longicauda）是鷹科下的一種猛禽，棲息於新幾內亞及鄰近島嶼的亞熱帶或熱帶雨林。
种加词 longicauda 意为“长尾的”。

## 外部連結
- BirdLife物种一览表：Long-tailed honey-buzzard
- Henicopernis longicauda, species account （页面存档备份，存于） at Global Raptor Information Network